# Ejército Voluntario Popular Antijaponés del Nordeste
El Ejército Voluntario Popular Antijaponés del Nordeste fue dirigido por Tang Juwu, excomandante de un regimiento de infantería del Noreste, internado por los japoneses al comienzo de la invasión de Manchuria. Fue creado por la Sociedad de Salvación Nacional del Nordeste, que había nombrado a Tang como comandante tras su escape de los japoneses, y lo ayudó a vincularse con las fuerzas locales que otros estaban organizando. Tang también hizo uso de sus contactos personales con jefes de policía, funcionarios, milicias locales y los líderes de la Sociedad de las Grandes Espadas. Tang pudo organizar una fuerza que amenazaba la región al este de Mukden y las comunicaciones con Corea.
En mayo de 1932, Tang Juwu le ordenó a su ejército de 20.000 hombres que se lanzara a la ofensiva, sitiando Tonghua. Los japoneses no pudieron derrotar a Tang, y su fuerza amenazó la región al este de la importante ciudad de Mukden y las comunicaciones con Corea. Con base en el área de Tonghua, su ejército luchó contra el Ejército de Kwantung estacionado en Shenyang y el Ejército de Manchukuo de la provincia de Liaoning del Sur. Aunque todas las grandes ciudades se habían perdido, los ejércitos de voluntarios ganaron una nueva vida durante el verano de 1932 y alcanzaron su mayor fortaleza.
El 11 de octubre de 1932, dos brigadas de caballería japonesas, una brigada mixta y siete brigadas de Manchukuo atacaron a las fuerzas de Tang Juwu en el área de Tonghua y Hengren. La amenaza de un bombardeo aéreo japonés de Tonghua obligó a Tang a retirarse para salvar a la población civil. Después de la deserción del comandante de la ruta 37 de Manchukuo, Wang Yongcheng, Tang Juwu pudo atravesar el cerco japonés hacia el oeste y escapar. El 16 de octubre, los japoneses se hicieron cargo de Tonghua, y el 17, de Hengren, con 500 hombres. Tang y el resto de su fuerza finalmente se vieron obligados a huir a Rehe.